# Dva zlí sousedé
Dva zlí sousedé (v anglickém originále Two Bad Neighbors) jsou 13. díl 7. řady (celkem 141.) amerického animovaného seriálu Simpsonovi. Scénář napsal Ken Keeler a díl režíroval Wesley Archer. V USA měl premiéru dne 14. ledna 1996 na stanici Fox Broadcasting Company a v Česku byl poprvé vysílán 11. listopadu 1997 na stanici ČT1.

## Děj
George H. W. Bush a jeho žena Barbara se nastěhují do prázdného domu naproti Simpsonovým a oblíbí si Neda Flanderse. Ačkoli si Barbara Barta oblíbí, Bartovy žertíky a neuctivý duch rozčilují George, který chlapci naplácá poté, co omylem zničí jeho paměti a zdemoluje dům pomocí motoru. Přestože mu Barbara navrhne, aby se omluvil, George to odmítne poté, co ho Homer konfrontuje kvůli výprasku Bartovi. 
Poté, co Homer vypustí na Georgovo okno rakety z lahví, vyvěsí Bush druhý den transparent s nápisem „Dva špatní sousedé“, který má odkazovat na Barta a Homera, ale jen tím zmate Neda Flanderse a doktora Dlahu. Později Homer a Bart použijí kartonové podobizny synů George a Barbary, George W. Bushe a Jeba, aby George vylákali z domu, kde mu na hlavu přilepí paruku v barvě duhy, když se chystá pronést projev v místním klubu. George se Simpsonovým pomstí tím, že jim autem zničí trávník. 
George zahlédne Homera a Barta, jak se pohybují v kanalizaci, aby v jeho domě vypustili kobylky, a tak vleze do kanálu, aby se jim postavil. Poté, co se Homer a George pohádají, Bart vypustí kobylky, které zaútočí na George. Bývalý sovětský generální tajemník Michail Gorbačov přijíždí předat Bushovým dárek na kolaudaci. Po nátlaku své ženy se George před Gorbačovem neochotně omluví Homerovi. Bushovi se nakonec přestěhují a prodají svůj dům bývalému prezidentovi Geraldu Fordovi. Ford pozve Homera na pivo a nachos během přenosu fotbalového zápasu u něj doma. Homer a Gerald zjistí, že mají společnou řeč, protože jsou oba náchylní k nehodám.

## Produkce

### Pozadí
George H. W. Bush a jeho žena měli se Simpsonovými spor, který nakonec vedl k této epizodě. Ve vydání časopisu People z 1. října 1990 označila Barbara Bushová Simpsonovi za „nejhloupější věc, jakou kdy viděla“, což vedlo k tomu, že autoři poslali Bushovi dopis, ve kterém se vydávali za Marge Simpsonovou. Bushová okamžitě poslala odpověď, ve které se omluvila.
Dne 27. ledna 1992 pronesl tehdejší prezident George H. W. Bush během své předvolební kampaně projev, který spor mezi Simpsonovými a Bushovými znovu rozpoutal. V té době byly rodinné hodnoty základním kamenem Bushovy volební platformy, za tímto účelem pronesl na sjezdu Národních náboženských vysílatelů ve Washingtonu následující projev: „Budeme se i nadále snažit posilovat americkou rodinu, aby se americké rodiny mnohem více podobaly Waltonovým a mnohem méně Simpsonovým.“. Dalším vysílaným dílem Simpsonových byla repríza Šíleného Homera 30. ledna 1992. Obsahovala nový úvod, který byl reakcí na Bushův projev. Scéna začíná v obývacím pokoji Simpsonových. Homer, Bart, Líza, Patty a Selma zírají na televizi a sledují Bushův projev. Po Bushově prohlášení Bart odpoví: „Hej, my jsme jako Waltonovi. Taky se modlíme za konec krize.“.
Během gaučového gagu k dílu 26. řady Matleti ze Springfieldu na tuto epizodu odkazuje Rick ze seriálu Rick a Morty. 

### Scénář
Bill Oakley, jenž byl v té době scenáristou Simpsonových, přišel s nápadem na tento díl dva roky před začátkem nahrávání. Oakley dostal inspiraci k této epizodě po sporu mezi Bushovými a rodinou Simpsonových a o dva roky později, když se spolu s Joshem Weinsteinem stali showrunnery Simpsonových, pověřili jejím napsáním Kena Keelera. Oakley uvedl, že v době, kdy se epizoda začala natáčet, byl Bill Clinton již dva roky prezidentem Spojených států, takže spor „vyšuměl do ztracena“. Štáb si proto myslel, že by bylo vtipné, kdyby se obě strany znovu setkaly.
Weinstein uvedl, že epizoda je často špatně chápána. Mnoho diváků očekávalo politickou satiru, zatímco autoři se obzvlášť snažili, aby parodie byla apolitická. Oakley zdůrazňuje, že „to není politický útok, ale osobní útok“, a místo kritiky Bushe za jeho politiku si epizoda dělá legraci z jeho „mrzutosti“. Oakley se domnívá, že díl postrádá mnoho bláznivých vtipů, které byly pro seriál v té době běžné, a popisuje epizodu jako doprovodný díl k epizodě osmé řady Homerův nepřítel, neboť do nerealistického simpsonovského vesmíru je umístěna realistická postava (v tomto případě Frank Grimes), která je postavena vedle Homera a vytváří konflikt.
V rozhovoru pro fanouškovskou stránku NoHomers.net byl Weinstein dotázán, zda se objevily nějaké příběhy, které vymyslel a které se do seriálu nedostaly, na což odpověděl: „Na Simpsonových je skvělé, že nám prošlo v podstatě všechno, takže neexistovaly epizody, které bychom opravdu chtěli natočit a které bychom nemohli. Dokonce i ty bláznivé, vysoce koncepční, jako Dva špatní sousedé a Homerův nepřítel, jsme dokázali odvysílat, protože upřímně řečeno, nebyli tam žádní manažeři televize, kteří by nás zastavili.“.
Na konci epizody se Gerald Ford po Bushově odchodu nastěhuje do domu naproti. Při původním záměru se měl místo něj nastěhovat Richard Nixon, což však bylo po Nixonově smrti změněno na Boba Dolea. Scenáristé se pak rozhodli, že bude vtipnější, když to bude Ford, protože se domnívali, že je to politik, který Homera reprezentuje nejlépe. Keelerův první návrh také obsahoval hudební číslo ve stylu satirických nahrávek Toma Lehrera, i když to bylo nakonec vystřiženo.
V epizodě se poprvé objevil Disco Stu, který se stal v seriálu opakující se postavou. Stu byl původně navržen jako stará, seschlá postava ve stylu Johna Travolty a měl být namluven opakovaně hostující hvězdou Philem Hartmanem. Když však animátoři postavu předělali, Hartman nebyl pro dabing k dispozici, a tak roli převzal Hank Azaria.

## Kulturní odkazy
V dílu se objevují četné odkazy na události z doby prezidentství George H. W. Bushe, například na incident se zvracením na japonském banketu, na invazi do Panamy s cílem sesadit Manuela Noriegu nebo na porušený slib nezvyšovat daně. V reakci na Georgeův výprask Bartovi dědeček říká: „To je toho! Když jsem byl malý, dostávali jsme od prezidentů výprask, dokud se krávy nevrátily domů. Grover Cleveland mi naplácal dvakrát po sobě.“, čímž naráží na jediného prezidenta, který byl v úřadu dvě období po sobě.
Vztah mezi Bartem a Georgem je poctou americkému televiznímu seriálu Dennis – postrach okolí z roku 1959, kde Bushovi zastupují Dennisovy starší sousedy Wilsonovy. Když Homer a Bart rozdávají letáky na nadcházející garážový výprodej, je vidět Apu, jak myje auto a přitom zpívá píseň „Dream Police“ od Cheap Trick z roku 1979. Homerova píseň při výprodeji je zasazena do melodie písní „Big Spender“ a „Stayin' Alive“.

## Přijetí
V původním vysílání skončil díl v týdnu od 7. do 14. ledna 1996 na 52. místě v žebříčku sledovanosti s ratingem Nielsenu 9,9. Epizoda byla v tom týdnu druhým nejsledovanějším pořadem na stanici Fox, hned po pořadu Post Game NFC Championship.
Díl byl původně vysílán na stanici Fox ve Spojených státech 14. ledna 1996 a byl vybrán k vydání ve video kolekci vybraných politických epizod seriálu z roku 2000 s názvem The Simpsons Political Party. Epizoda se objevila na druhém svazku kolekce společně s epizodou Homer na suchu ze čtvrté řady. Epizoda byla zařazena do DVD setu sedmé série Simpsonových, který vyšel 13. prosince 2005. Keeler, Oakley a Weinstein se podíleli na audiokomentáři DVD spolu s Mattem Groeningem a režisérem dílu Wesem Archerem.
Od svého odvysílání epizoda získala převážně pozitivní hodnocení od fanoušků a televizních kritiků. John Ortved z Vanity Fair díl označil za pátou nejlepší epizodu seriálu. Ortved uvedl: „Ačkoli Simpsonovi vždy tvrdili, že jejich satira je nestranná, seriál je koneckonců jen stěží pravicově orientovaný a je těžké přehlédnout, jak s radostí je zde zesměšňován bývalý prezident.“. Warren Martyn a Adrian Wood, autoři knihy I Can't Believe It's a Bigger and Better Updated Unofficial Simpsons Guide, napsali: „Velmi zvláštní, tato epizoda posouvá Simpsonovy do zcela nové dimenze politické satiry. Zesměšnění jediné veřejné osobnosti je překvapivým krokem. Na Američany to prý funguje mnohem lépe.“.
Dave Foster z DVD Times uvedl, že díl „znovu ukazuje rozpustilý vztah Barta a Homera, jejich společné žertíky a nevyhnutelné konfrontace s Georgem Bushem starším jsou stejně zábavné jako nevěrohodné a časté, ale je toho hodně, co se na této epizodě, v níž scenáristé přemýšlejí nahlas a vykreslují Simpsonovy a jejich postavy jako kdysi Bushe, líbí“. Colin Jacobson z DVD Movie Guide si díl užil a řekl, že „nabízí ten druh epizody, který mohou dobře zvládnout jen Simpsonovi. Nápad přivést prezidenta do Springfieldu je přinejmenším vysoce konceptuální a mohl – a pravděpodobně měl – propadnout. Nicméně hloupost funguje dobře a dělá z toho skvělý seriál.“ John Thorpe z Central Michigan Life díl označil za druhou nejlepší epizodu seriálu a Rich Weir z AskMen.com za devátou nejlepší epizodu.